# 儒禮尼師今

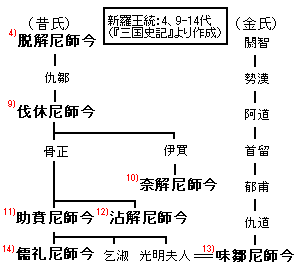
三国史记中的新罗国世系

儒禮尼師今（？—298年），新羅第14代君主。助賁王長子，母朴氏奈召夫人、葛文王奈音之女、昔奈解長男。  朴氏嘗夜行，星光入口因而有娠，載誕之夕，異香満室。
在位期間，與百濟講和，但是與倭屢次交戰。
在位第十四年，伊西古國來攻金城、新羅大擧兵防禦，但不能抵擋。  忽然有異兵到來，其數不可勝數，人皆珥竹葉，與新羅軍同擊賊、大敗伊西古國後，「竹葉軍」不知所終。有人見竹葉數萬積於竹長陵，於是國人謂以味鄒尼師今陰兵助戰。